# Microstylum hirtipes
Microstylum hirtipes là một loài ruồi trong họ Asilidae. Microstylum hirtipes được Ricardo miêu tả năm 1925. Loài này phân bố ở vùng nhiệt đới châu Phi.